# I cavalieri (Aristofane)
I cavalieri (Ἱππῆς) è una commedia teatrale di Aristofane, andata in scena per la prima volta ad Atene, in occasione delle Lenee del 424 a.C., nelle quali l'opera vinse il primo premio.

## Trama
Due servi del vecchio Popolo detestano un terzo servo, Paflàgone, poiché quest'ultimo si è assicurato i favori del padrone con un comportamento ipocrita e falsamente adulatorio, ed è arrivato a spadroneggiare in casa facendo tutto ciò che vuole. Inaspettatamente, un oracolo dà soccorso insperato ai due fedeli servi del vecchio, rivelando che Paflagone sarà estromesso da un salsicciaio. La scelta di utilizzare un salsicciaio è tutt'altro che casuale: costui è un individuo ancora più immorale, cinico ed ignorante di Paflagone stesso, e quindi particolarmente adatto allo scopo.
Il salsicciaio (appoggiato dal coro dei cavalieri) affronta il rivale in una ridda di minacce, insulti, vanterie e aggressioni fisiche. Il duello poi continua nell'ecclesia e infine davanti al padrone, Popolo, in una serie di scontri verbali, ma anche di lettura di responsi oracolari e persino di preparazione di prelibatezze culinarie, in cui i due contendenti si rivelano sempre più beceri ed abietti. Il salsicciaio, con discorsi di bassa demagogia, riesce infine a risultare vincitore.
Popolo, tuttavia, a questo punto afferma di non essere così stupido come sembra, e che il suo obiettivo era quello di attendere il momento giusto per punire i disonesti. Ecco quindi che, con un rito magico, il salsicciaio (ormai diventato un uomo civile e stimato di nome Agoracrito) ridona a Popolo la giovinezza e gli presenta una bella fanciulla, la Tregua, con la quale il vecchio ora ringiovanito convolerà a nozze e vivrà ricco di sani propositi. Paflagone viene invece condannato a svolgere il vecchio lavoro del suo rivale: il salsicciaio.

## Commento

### Una metafora della situazione politica
Già nella parabasi degli Acarnesi, l'anno precedente, Aristofane aveva affermato di voler attaccare Cleone tramite i cavalieri. Questi erano infatti una delle classi sociali più importanti di Atene, ed erano decisamente ostili a Cleone (sostenuto invece dagli strati più bassi della popolazione). Questo spiega perché il coro che sostiene il salsicciaio sia costituito appunto da cavalieri.
L'opera, in effetti, rappresenta un attacco fortemente critico nei confronti di Cleone, l'uomo politico maggiormente in vista di quel periodo. L'intera trama si configura come metafora di quella che, secondo l'autore, era la situazione politica ateniese di quei tempi. Il personaggio di Popolo, infatti, rappresenta il popolo stesso (che è il padrone di casa, essendo Atene un sistema democratico), mentre i due servi simboleggiano Demostene e Nicia, generali e uomini politici del tempo, messi in ombra da un ingombrante antagonista. Paflagone, infine, rappresenta Cleone, il bersaglio principale della commedia. Nel momento in cui i due servi si lamentano del modo in cui Paflagone si è ingraziato Popolo con atteggiamenti ipocriti ed adulatori, viene in effetti descritta quella che, nella visione di Aristofane, era la situazione politica di quei tempi.

### I meccanismi assembleari
L'opera rappresenta in maniera grottesca, ma non per questo meno acuta, il modo in cui si forma il consenso politico nella società (argomento, questo, divenuto di stretta attualità nell'età della società di massa e dei mass-media). I personaggi dell'opera tentano di ingraziarsi la stima e la benevolenza di Popolo (ossia del popolo), ma lo fanno cercando di manipolarlo, adulandolo con falsi elogi e promesse, e facendogli credere cose lontane dalla verità. Viene insomma presentata la parte deteriore della politica, quella dei sotterfugi e degli inganni, il cui unico scopo è quello di arrivare, costi quel che costi, a gestire il potere. Aristofane mette alla berlina questo modo di fare politica, e spiega chiaramente il motivo per cui lo fa:
(I cavalieri, vv. 1274-1279)

### Il ruolo di Aristofane
Quest'opera rappresenta l'esordio di Aristofane come didáskalos (διδάσκαλος), una figura probabilmente paragonabile a quella dell'odierno regista. Fino all'anno precedente, infatti, il commediografo era stato solo autore delle proprie opere, nonché attore in alcune di esse. Lo stesso Aristofane spiega la sua scelta di recitare nelle proprie opere prima di dirigerle:
(I Cavalieri, v. 542)
Nei Cavalieri pare (ma la notizia non è certa) che Aristofane sia stato costretto ad interpretare lui stesso, sulla scena, il personaggio di Paflagone, e a costruirsi da solo la maschera teatrale, poiché, data la virulenza dell'attacco che veniva portato a Cleone, nessun attore, né alcun artigiano, aveva dato la propria disponibilità.

### Le classi sociali ad Atene
Ad Atene le classi sociali, esistenti già da epoca arcaica, erano state riformate da Solone all'inizio del VI secolo a.C., e in quella forma erano ancora in vigore quasi due secoli dopo, ai tempi di Aristofane. Mentre, però, nel passato esse avevano avuto una notevole importanza politica e sociale, con la riforma di Pericle del 457 a.C., e l'apertura della maggior parte delle cariche pubbliche anche alle classi minori, l'importanza delle classi sociali si era ridimensionata.
La cittadinanza era suddivisa in quattro classi in base al censo, ossia alla ricchezza personale del singolo cittadino. Dalla più umile alla più alta, esse erano le seguenti:
- I teti, cittadini molto poveri o nullatenenti.
- Gli zeugiti, per lo più piccoli proprietari terrieri.
- I cavalieri, classe sociale agiata che poteva contare su cospicue proprietà terriere e di generi alimentari.
- I pentacosiomedimni, le persone più ricche e benestanti.

Cleone si era ingraziato la benevolenza dei teti e degli zeugiti grazie a provvedimenti in loro favore (bollati da Aristofane come basso populismo), rendendosi però in questo modo inviso alle due più importanti classi sociali, in particolare quella dei cavalieri.